# Fome soviética de 1946–47
A última grande fome a atingir a União Soviética começou em julho de 1946, atingiu seu auge em fevereiro-agosto de 1947 e depois diminuiu rapidamente em intensidade, embora ainda houvesse algumas mortes por fome em 1948. A situação atingiu a maioria das regiões produtoras de grãos do país: Ucrânia, Moldávia e partes da Rússia central. As condições foram causadas pela seca, cujos efeitos foram exacerbados pela devastação causada pela Segunda Guerra Mundial. A safra de grãos em 1946 totalizou 39,6 milhões de toneladas - apenas 40% da produção de 1940. Com a guerra, houve uma diminuição significativa no número de homens na população rural, recuando para os níveis de 1931. Houve uma escassez de máquinas agrícolas e cavalos. O governo soviético, com suas reservas de grãos, forneceu alívio para as áreas rurais e apelou para as Nações Unidas em busca de ajuda. A assistência também veio dos ucranianos (principalmente da diáspora rutena ) e dos russos do leste da Ucrânia e da América do Norte, que minimizaram a mortalidade.
O economista Michael Ellman afirma que o Estado poderia ter alimentado todos aqueles que morreram de fome. Ele argumenta que se as políticas do regime soviético tivessem sido diferentes, talvez não houvesse nenhuma fome ou uma muito menor. Ellman afirma que a fome resultou em uma estimativa de 1 a 1,5 milhões de vidas perdidas, além das perdas secundárias da população devido à redução da fertilidade.
O economista Steven Rosefielde afirma que o governo soviético era responsável pelas condições.
Robert Service argumenta que Stalin pensou, em primeira instância, que quaisquer relatos de dificuldades rurais eram o resultado de camponeses enganando as autoridades urbanas para que os favorecessem. Durante a crise, a URSS continuou a exportar grãos, com a maioria indo para a zona soviética da Alemanha ocupada, Polônia, Hungria e Tchecoslováquia para consolidar o novo Bloco Oriental.
Em parte como resultado dessa fome, ao contrário de muitos países da Europa e da América do Norte, a União Soviética não passou por um "baby boom" do pós-guerra . Impulsionado pela seca e fome de 1946-47, o chamado "Grande Plano para a Transformação da Natureza" foi apresentado, consistindo em uma série de projetos ambiciosos em melhoria da terra 

## Filme Documentário
O filme descreve o processo investigativo de  Gareth Jones, o jornalista galês que foi o primeiro a revelar a chocante verdade por trás da utopia” soviética e do regime de Josef Stalin: o genocídio da fome na Ucrânia perpetrado em 1933 pela União Soviética de Stalin.

## Na Moldávia
Entre 1946 e 1947, houve entre 115.000 e mais de 300.000 mortes registradas ligadas à fome na Moldávia, especialmente na Transnístria. Ao mesmo tempo, de acordo com o boletim "Moldávia Socialista" de 28 de Janeiro de 1947, a RSS Moldaviana ultrapassava as metras de produções de manteiga (33,2%), óleo de girassol (39,5%), produtos à base de carne (32,5%), alimentos enlatados (101,9%). 34 casos de canibalismo foram descobertos pelas autoridades durante o período de 1946 a 1947, mas muitos deles não foram descobertos. Até Khrushchev, em suas memórias de 1970, "Khrushchev Remembers", relata em primeira e segunda mão o canibalismo entre rutenos/ucranianos famintos.     

## Na Ucrânia
De 1938 a 1949, Nikita Khrushchev era o chefe do Partido Comunista da Ucrânia (CP[b]U), o que significa que ele desempenhou o papel de governador de Joseph Stalin em Moscou, que era chefe de estado da União Soviética e que detinha autoridade ditatorial absoluta. Durante um breve período entre fevereiro e dezembro de 1947, Lazar Kaganovich substituiu Khrushchev devido ao que se dizia ser uma doença. Khrushchev foi um colaborador de longa data de Lazar Kaganovich, que foi o chefe da CP(b)U de 1925 a 1928. Durante esse tempo, Kaganovich foi responsável pela implementação da coletivização da agricultura na Ucrânia e esteve envolvido com a repressão agressiva dos chamados kulaks (termo russo) e kurkuli (termo ucraniano) - que eram agricultores privados que não eram membros de fazendas coletivas que foram rotulados pelos comunistas como sendo ricos. Eles foram considerados exploradores do povo para a contratação de trabalho, que se tornou um direito de monopólio reivindicado pelo Estado comunista. Ao trazer Kaganovich em 1947, é uma indicação de que Stalin queria alguém que fosse duro contra os kurkuli, já experimentado em coletivização e medidas repressivas contra agricultores que estavam sendo impostos na época e estava disposto a implementá-los implacavelmente. Isso faz de Stalin, Khrushchev e Kaganovich os principais líderes comunistas responsáveis pela fome na Ucrânia em 1946-47.
Durante a década de 1920, na Ucrânia, Khrushchev foi rapidamente promovido por Kaganovich a vários cargos de alto escalão e foi seu protegido. Em 1929, Khrushchev mudou-se para Moscou para continuar sua educação, a qual ele nunca completou. Após o término do primeiro governo de Kaganovich na Ucrânia em 1928, ele foi chamado de volta a Moscou e substituído por Stanislav Kosior. Khruschev depois substituiu Kosior como chefe do CP(b)U e governador da Ucrânia em 1938. Kaganovich e Kosior são considerados os principais responsáveis pela implementação das políticas que levaram ao anterior genocídio da fome no Holodomor na Ucrânia, que se agravou em 1932-33. Como o ditador absoluto na época, Joseph Stalin tinha a responsabilidade final, já que ele estabeleceu a política geral para a União Soviética e seus governadores tiveram que cumprir suas ordens na Ucrânia. Joseph Stalin admitiu a Winston Churchill em Ialta que suas políticas de coletivização durante esse período custaram a vida de 10 milhões de pessoas em 4 anos. Ele não teria exagerado tal figura, já que a política oficial soviética era ocultar e minimizar essas questões. Kosior foi premiado com a Ordem de Lenin em 1935 por "notável sucesso no campo da agricultura".
Depois da Segunda Guerra Mundial, quando o domínio soviético se estendeu à Ucrânia ocidental, as políticas de coletivização semelhantes que haviam ocorrido anteriormente na Ucrânia e na Rússia durante as décadas de 1920 e 1930 também foram impostas ali. Semelhante ao leste da Ucrânia durante a coletivização, houve forte resistência a essas e outras políticas soviéticas da população local que foi amplamente suprimida em 1952. Na Ucrânia e na Rússia, a coletivização coincidiu com a repressão e a fome em massa devido a requisições excessivas de grãos, o que é reconhecido como a principal política direta que causou a fome. Essa foi uma política desenvolvida originalmente por Alexander Tsiurupa em 1917-1918, que se tornou uma política repressiva padrão de usar a comida como arma em muitos países comunistas depois associada à coletivização e à fome em massa.
Apesar das fracas colheitas devido à seca, em 1946, Khrushchev determinou cotas excessivas de coleta de grãos para a Ucrânia, o que resultou em uma fome maciça. Fazendas coletivas foram obrigadas a entregar 52% de suas colheitas ao governo comunista. Embora tenha sido alegado que ele tentou reduzir as cotas no final de 1946, isso não foi permitido por Stalin. Khrushchev estava intimamente associado com Kaganovich, que junto com Kosior foram encontrados por um tribunal em Kiev em 2010 como sendo os principais responsáveis pelo Holodomor de 1932-33. Desde que Kaganovich foi contratado para substituir Khrushchev temporariamente em 1947 como governador comunista na Ucrânia, sugere fortemente que a fome de 1946-47 também foi uma política deliberada como a fome anterior em 1932-33, que Khrushchev certamente teria sabido uma vez que ele tinha feito parte da liderança do CP(b)U e da União Soviética. Stalin, que em última análise foi responsável pela fome de 1946-1947, estava bem ciente de que requisições excessivas de grãos causariam fome em massa, semelhante ao que ele havia deliberadamente feito em 1932-33. Na primavera de 1946, Khrushchev contara a Stalin sobre a fome. Stalin, que se glorificou com o título de "pai de todos os povos", chamou-a de mentira e não permitiu que ela fosse oficialmente reconhecida ou remediada, semelhante à fome de 1932-33. Isso contrastava com a primeira grande fome soviética de 1921-23, que foi oficialmente reconhecida e várias missões de ajuda externa foram autorizadas. O número oficial de mortos foi de 5 milhões de pessoas para a fome, que foi reconhecida na bacia do Volga. A fome mais severa na época no sul da Ucrânia e na região do rio Don não foi reconhecida e essas áreas ainda estavam sujeitas a contínuas requisições de grãos.
A fome de 1946-47 na Ucrânia afetou a maior parte do país, exceto por algumas áreas em poucas províncias ocidentais, onde a resistência às requisições forçadas de alimentos ajudou a salvar o povo da fome. Informações sobre a fome em 1946-47 foram igualmente ocultadas pelo governo soviético, assim como a fome em 1932-33. Até 1988, era proibido aos acadêmicos da União Soviética investigar essas questões. Na fome pós Segunda Guerra Mundial de 1946-47, morreram aproximadamente 400.000 - 500.000 crianças e adolescentes, compondo um terço das vítimas. Houve muitos casos registrados de canibalismo. Também resultou em um aumento significativo em vários tipos de doenças por falta de comida. Como nos anos 1930, havia grupos de pessoas que seriam enviadas para coletar cadáveres que foram colocados em valas comuns. Similarmente a 1932-33, era principalmente uma fome rural.
Políticas soviéticas, como a produção de alimentos irrealistas e as cotas de requisição excessiva, coleta forçada de grãos e confiscos, baixa ou nenhuma remuneração para os trabalhadores rurais e impostos excessivos empurraram a população rural à fome. A quantidade de alimentos confiscados e retirados da Ucrânia teria sido suficiente para alimentar a população e evitar a fome. Embora tenha havido uma seca e uma colheita reduzida, foi uma fome artificial causada pelo governo comunista na Ucrânia devido às suas políticas. Tradicionalmente os agricultores estavam acostumados a secas periódicas e reservavam reservas para esses tempos. Uma vez que o governo comunista coletivizava a agricultura, a terra e a colheita pertenciam a ela e os fazendeiros eram reduzidos ao status de empregados trabalhando em fazendas coletivas e eram incapazes de separar reservas do que produziam. Entre 1946-48 na União Soviética, estima-se que 1 milhão de toneladas de grãos foram desperdiçadas e apodreceram no armazenamento, que também poderiam ter sido usadas para alívio da fome e salvar muitas vidas. Durante a fome, embora não fosse a maior parte da colheita, quantidades consideráveis de grãos ainda eram exportadas para o exterior.
Na maioria dos lugares, a fome pós Segunda Guerra Mundial na Ucrânia começou em 1945 com a imposição de políticas excessivas de coleta de grãos pelos soviéticos. Tornou-se mais severo em 1946 e atingiu o pico no inverno e na primavera de 1947. No outono de 1947, começou a diminuir, mas continuou em muitas áreas até o final dos anos 1940. Ainda havia desnutrição e alimentação inadequada no início dos anos 50. Afetou toda a Ucrânia, mas a mortalidade foi mais severa nas partes do sul do país. A fome era severa também no centro da Ucrânia. Não foi tão grave no oeste da Ucrânia devido a uma melhor colheita lá e ao fato de que a coletivização estava apenas sendo implementada lá, que não privou as famílias de uma fonte independente de produção de alimentos. Isso tornou o confisco total de alimentos mais difícil para as autoridades soviéticas por causa de muitas outras fontes pontuais de disponibilidade e produção de alimentos do que em um sistema agrícola coletivo em que eles tinham muito mais controle. Como muitas partes da Ucrânia ocidental são uma região montanhosa coberta de florestas e um alto nível de resistência ativa onde a geografia as favorecia, a população conseguiu esconder alguns alimentos e evitar que eles fossem levados embora, o que permitiu que mais pessoas sobrevivessem e evitassem a fome. No oeste da Ucrânia, a população sofreu proporcionalmente mais com a repressão do que com a fome durante esses anos em comparação com outras partes do país. Entre 1945-1953 houve severas repressões na Ucrânia, incluindo prisões em massa de dezenas de milhares de pessoas e deportações em massa. Isso incluiu a deportação para o exílio de cerca de 500.000 pessoas do oeste da Ucrânia entre 1946-49.

## Na Rússia
No verão de 1946 houve uma fome nas províncias de Rostov, Voronezh, Oriol, Kursk e Tambov, que foi agravada por uma safra pobre causada por secas e metas excessivamente elevadas de coleta de grãos. Essas eram baseadas em cotas baseadas em expectativas de produção muito altas, que Stalin não estava disposto a reduzir em muitas áreas. Esta foi também uma repetição das cotas demasiado elevadas e das coleções excessivas de cereais que levaram ao genocídio da fome Holodomor em 1932-33, que é reconhecido como tendo sido uma política deliberada. O outono e o inverno de 1946-1947 viram a pior parte da fome, na qual pelo menos 500.000 pessoas pereceram.
Dois decretos foram aprovados em 5 de junho de 1947, que eram semelhantes à lei de 7 de agosto de 1932 para a proteção da propriedade estatal, que na Ucrânia era conhecida como a "Lei das Cinco Espiguetas" (espigas de trigo) e na Rússia como a "Lei de Três Espiguetas ", ou simplesmente a "Lei das Espiguetas". A lei de 1947 não era tão rígida quanto a lei de 1932, que incluía sentenças de morte e penas de prisão muito mais longas pelos mesmos delitos, inclusive por roubos muito menores. A lei de 1947 ainda era muito rigorosa e punia severamente quem atacasse a propriedade estatal, como uma fazenda coletiva. É compreensível que as pessoas ficassem aborrecidas com fazendas coletivas e com o Estado que monopolizava a produção de alimentos durante o período de fome, quando a própria comida que eles produziam estava sendo tirada das pessoas famintas que estavam morrendo como resultado disso. Foi exatamente por isso que a lei foi aprovada para fazer a população a passar por essas políticas repressivas e punir a resistência que eles sabiam que aconteceria. De acordo com os decretos de 1947, os ataques à propriedade estatal eram punidos com 5 a 25 anos de prisão. Mesmo com roubos muito pequenos de algumas espigas de trigo por pessoas famintas, o castigo foi de até 1 ano de prisão, o que deu à lei o nome popular. Por roubar alguns quilos de grãos, uma pessoa poderia ter sido enviada para 8 a 10 anos nos campos de trabalho do gulag. Alguém que sabia de roubo ou preparações de roubo que não o informou às autoridades poderia ter sido condenado de 1 a 3 anos de prisão.